# De doedelzak van Mac Reel
De doedelzak van Mac Reel is het 10de stripverhaal van De Kiekeboes. De reeks wordt getekend door striptekenaar Merho.

## Verhaal
De Schotse weerkundige Douglas Mac Reel kan door het bespelen van een ingenieuse doedelzak met een speciaal gecomponeerde melodie het weer beïnvloeden. Die uitvinding komt de gekke geleerde Timotheus Triangl goed van pas. Hij steelt de melodie en kidnapt Fanny. Kiekeboe zet de achtervolging in.

## Uitgavegeschiedenis
Het verhaal werd van 6 oktober 1979  tot en met 21 januari 1980 voorgepubliceerd in de krant Het Laatste Nieuws.